# NGC 384
NGC 384 (други обозначения – UGC 686, ARP 331, MCG 5-3-55, VV 193, ZWG 501.84, ARAK 26, Z 0104.7+3201, 4ZW 38, PGC 3983) е елиптична галактика (E3) в съзвездието Риби.
Обектът присъства в оригиналната редакция на „Нов общ каталог“.